# Хань Фэй
Хань Фэй (кит. трад. 韓非, упр. 韩非, пиньинь Han Fei) (прибл. 280—233 гг. до н. э.) — ведущий идеолог древнекитайских легистов, школы Закона (Фа-цзя), отстаивавший преимущества деспотической формы правления. Его высказывания нашли отражение в трактате «Хань Фэй-цзы» и стали ядром политического мировоззрения объединителя Китая — Царя Цинь Ши Хуана.
См. также Колесо Будды, Фа Лунь, Фа Лунь Да Фа.

## Биография
Отпрыск царского дома Хань, Хань Фэй вместе с Ли Сы прошёл обучение у ведущего конфуцианца своего времени — Сюнь-цзы. То ли из-за дефекта речи, то ли из-за отсутствия интереса к его воззрениям со стороны ханьского правителя, Хань Фэй принялся за сочинительство. Среди почитателей его трудов оказался и будущий император Цинь Ши Хуан.
Когда Цинь Ши Хуан вторгся в пределы Ханьского государства, правитель направил Хань Фэя на переговоры с императором. Хотя Цинь Ши Хуан был, судя по всему, польщён вниманием философа и планировал приблизить его к себе, Ли Сы, опасавшийся его соперничества, велел взять Хань Фэя под стражу по обвинению в двурушничестве и заставил его принять яд.

## Воззрения
В своём основном труде — трактате «Хань Фэй-цзы», состоящем из 55 глав, Хань Фэй подверг критике догмы конфуцианства. Ему претили их незыблемость и консервативная направленность. Нормы поведения вовсе не неизменны, а зависят от экономических обстоятельств. В урожайный год люди щедры и гостеприимны, в голодный год каждый думает только о себе.
Конфуций учил, что властные полномочия правителя предопределяются его добродетельностью. Никто не обязан подчиняться недостойному правителю. В этом пункте Хань Фэй тоже расходится со своими предшественниками. Власть не должна стремиться к утверждению справедливости и добродетели. Моральные качества правителя никак не влияют на обязанность подданных следовать его повелениям.
Хань Фэй писал, что исконный и неизменный принцип мироздания состоит в том, что подданный служит властителю, сын — отцу, а жена — мужу. При этом подчинение государю важнее, чем семейные обязательства.
Порядок в обществе поддерживают законы, которые принимает государь. До тех пор, пока закон не отменён, каждый, не исключая и самого государя, должен следовать ему вне зависимости от того, справедлив этот закон или нет.
Ключевым понятием учения Хань Фэя является «техника управления» (шу). Если государь не хочет потерять власть и оказаться заложником собственных подчинённых, он не должен доверять никому. Интересы государя и подданных по природе несовместимы. Следует избегать излишнего сосредоточения власти в руках одного чиновника. Если чиновник не выполнил либо перевыполнил поручение государя, он должен подвергнуться каре.
Когда внутри государства установлены мир и покой, государь вправе позаботиться о расширении границ своего государства военными средствами. Военная мощь возникает там, где цветущее хозяйство. Поэтому государь должен считать единственным полезным занятием подданных ведение сельского хозяйства. Все остальные занятия, особенно учёные, должны прекратиться.
Давать милостыню нищим глупо и несправедливо, равно как и перераспределять доходы богатых в пользу бедных. По словам Хань Фэя, это равнозначно грабительству рачительных и прилежных с целью удовлетворения расточительных и ленивых.

## Отражение в языке
В китайском языке есть чэнъюй «притворяться играющим на юй» (кит. 滥竽充数), образное выражение для обозначения несведущего человека, затесавшегося в ряды экспертов, или плохих вещей, смешанных с хорошими для полного счёта. Он происходит из главы «Первая часть Внутренних рассуждений» (кит. 内储说上) трактата «Хань Фэй-цзы». По преданию, в период Сражающихся царств ван Сюань княжества Ци набрал оркестр из 300 музыкантов, играющих на духовом музыкальном инструменте юй, в число которых попал некто Наньго, не умевший играть, а лишь имитировавший игру на юй:812:94—96.
Из главы «Пять червоточин» (кит. 五蠹) трактата «Хань Фэй-цзы» происходит чэнъюй «наблюдать за пнём в ожидании зайца» (кит. 守株待兔), означающий не прилагая активные усилия, а рассчитывая на удачу, ожидать случайной выгоды. Основан он на истории периода Сражающихся царств о крестьянине царства Сун, который, увидев разбившегося о пень зайца, отложил свой сельскохозяйственный инвентарь и стал ждать другого подобного случая:1257:189—191.